# Garfunkel and Oates
Garfunkel and Oates is een Amerikaans komediemuziekduo bestaande uit actrices en zangeressen Riki Lindhome (‘Garfunkel’) en Kate Micucci (‘Oates’). Het duo staat bekend om de eigenzinnige liedteksten, die veelal bestaan uit verhalende obeservatiehumor, maatschappelijke onderwerpen en satire, in combinatie met zachte melodieën en vocalen.
Zowel Lindhome als Micucci zijn reeds vanaf jonge leeftijd bezig met muziek: Lindhome speelt sinds haar negende fluit; Micucci speelt sinds haar vierde piano, en heeft later in haar leven de ukelele leren bespelen.

## Etymologie
De naam van het duo is een knipoog naar de Amerikaanse zangers Art Garfunkel en John Oates. Lindhome en Micucci bezochten op een dag een Hall & Oates-concert en merkten op dat Daryl Hall vaker in beeld werd gebracht op het scherm erachter dan John Oates. Door die gebeurtenis onderzochten beiden andere bekende muziekduo's waar de een vaker in beeld kwam dan de ander. Dat bleek ook het geval bij Simon & Garfunkel - aldus geschiedde de naam Garfunkel and Oates.

## Geschiedenis

### Ontmoeting en eerste successen
Feitelijk hadden Lindhome en Micucci elkaar reeds tijdens hun middelbareschooltijd ontmoet, meer bepaald tijdens een zomerkamp, zonder dat ze het wisten. De eerste formele ontmoeting vond in 2007 plaats, tijdens een improvisatieshow in het Upright Citizens Brigade Theatre te Chicago, alwaar de twee op het idee kwamen om een muziekduo te vormen. Datzelfde jaar nog verschenen de eerste nummers op YouTube; het allereerste nummer, Only You, haalde meteen de sectie ‘Uitgelicht’ op de startpagina.
Gedurende 2009 genoot de single Fuck You uit 2007 meer en meer populariteit op YouTube, waarna Lindhome en Micucci besloten om het muziekproject professioneel voort te zetten. Ook werd een maandelijkse live-uitzending verzorgd, Garfunkel and Oates Hour, en bracht Micucci een gecensureerde versie van het nummer Fuck You ten gehore in de televisieserie Scrubs, getiteld Screw You. Eveneens in 2009 mocht Garfunkel and Oates als openingsact optreden tijdens een liveshow van John Oates en aan het einde van het jaar werd een optreden gegeven in een uitzending van The Jay Leno Show. Een paar maanden erna - in maart 2010 - mocht het duo terugkomen in de uitzending, ditmaal onder de nieuwe naam The Tonight Show with Jay Leno, en waren de twee te horen op het nummer These Girls van rapper Childish Gambino.
In 2011 verscheen het debuutalbum All Over Your Face, in 2012 gevolgd door Slippery When Moist. Het tweede album bereikte de hoogste regionen van de Billboard-comedyhitlijst. Kort na het verschijnen van het debuutalbum, tekende Garfunkel and Oates een contract met Home Box Office voor de opnames van een naar het duo vernoemde televisieserie. Uiteindelijk werd de pilotaflevering verdeeld over vijf korte afleveringen en via streamingdienst HBO Go aangeboden.
In juli 2013 bracht Garfunkel and Oates het nummer The Loophole uit. De tekst verwijst naar christenen die geloven dat de bijbel voorschrijft om tot aan het huwelijk maagdelijk te blijven en een manier om stiekem toch geslachtsgemeenschap te kunnen hebben (een loophole), namelijk door het bedrijven van anale seks. De bijbehorende videoclip was opgenomen in een studio die normaliter voor pornografische doeleinden werd gebruikt. Het nummer ging viraal op YouTube en in 2021 ook op TikTok, waar korte video's van gebruikers verschenen waarin het nummer pontificaal te horen was. Na de zomer van 2013 ging Garfunkel and Oates voor het eerst op tournee door de Verenigde Staten. Het jaar erop werd een sitcom opgenomen waarin het duo centraal stond. De sitcom kon rekenen op gemengde kritieken en werd in maart 2015 stopgezet. Kort daarna verscheen het derde album, Secretions, met daarop onder meer het nummer If I Didn't Have You (Bernadette's Song), dat geschreven was voor de sitcom The Big Bang Theory.

### Emmy Award en soundtracks
Op streamingdienst Vimeo verscheen in 2016 een online-serie genaamd Garfunkel and Oates: Trying to Be Special. In de serie houdt Garfunkel and Oates een zogenaamd concert om geld op te halen, waarmee een speciale komediefilm kan worden gemaakt. Voor het nummer Frozen Lullaby, dat in de serie ten gehore werd gebracht, ontvingen zij een Emmy Award-nominatie in de categorie Outstanding Original Music and Lyrics. Ook werd dat jaar het nummer Fuck You In Heaven gebruikt in de serie Another Period, waarin Lindhome een hoofdrol had.
Garfunkel and Oates was in 2019 te horen op de soundtrack van de film The Lego Movie 2: The Second Part. Later dat jaar schreef het duo een nummer voor de serie Waffles + Mochi van Michelle Obama. Obama was onder de indruk van de demo en vroeg hen om ook de rest van de muziek te verzorgen. In december 2021 had Garfurkel and Oates een gastrol in de videoclip van het nummer My Sweet Lord van George Harrison. Verder kregen Micucci and Lindhome dat jaar nog de opdracht om de soundtrack van de Netflix-musicalfilm Steps te schrijven.

## Stijl
Zelf omschrijft het duo hun muziekstijl als een combinatie van folkpop en komedie; anderen noemen het een combinatie van folkrock en comedyfolk. Verder zegt Micucci geïnspireerd te zijn door Broadway-musicals, met name die van Stephen Sondheim, en popmuziek uit de jaren 80. Hun werk wordt wel vergeleken met dat van het Nieuw-Zeelandse duo Flight of the Conchords.

## Discografie

### Ep's
| Jaar | Titel       |
| ---- | ----------- |
| 2009 | Music Songs |

### Albums
| Jaar | Titel               |
| ---- | ------------------- |
| 2011 | All Over Your Face  |
| 2012 | Slippery When Moist |
| 2015 | Secretions          |

### Singles/videoclips
| Jaar | Titel                                        |
| ---- | -------------------------------------------- |
| 2007 | Only You                                     |
| 2007 | Fuck You                                     |
| 2008 | Silver Lining                                |
| 2008 | Worst Song Medley                            |
| 2008 | Present Face                                 |
| 2009 | I Would Never (Have Sex with You)            |
| 2009 | Pregnant Women are Smug                      |
| 2009 | Me, You and Steve                            |
| 2009 | One Night Stand                              |
| 2009 | Sex With Ducks                               |
| 2009 | This Party Took a Turn for the Douche        |
| 2009 | Weed Card                                    |
| 2009 | Fuck You (Redo)                              |
| 2010 | Why Isn't there More Fucking on this Island? |
| 2010 | I Don't Understand Job                       |
| 2011 | I Would Never (Dissect A Ewe)                |
| 2011 | Go Kart Racing (Accidentally Masturbating)   |
| 2011 | My Apartment's Very Clean Without You        |
| 2011 | I Don't Know Who You Are                     |
| 2011 | Hey Girl in the Moonlight                    |
| 2011 | Scary Fucked Up Christmas                    |
| 2012 | Save the Rich                                |
| 2012 | 29/31                                        |
| 2012 | The Fade Away                                |
| 2012 | The College Try                              |
| 2013 | The Loophole                                 |
| 2013 | Sports Go Sports                             |
| 2014 | Happy Birthday to My Loose Acquaintance      |
| 2015 | Rainbow Connections                          |
| 2015 | Frozen Lullaby                               |
| 2018 | Both Sides Can Laugh                         |
| 2018 | 50/50                                        |
| 2018 | What's Gonna Happen to Chris                 |
| 2024 | Such A Loser                                 |

### Promotionele singles/videoclips
| Jaar | Titel                      | Opmerkingen                         |
| ---- | -------------------------- | ----------------------------------- |
| 2009 | Self Esteem (live version) |                                     |
| 2011 | Save the Rich              | live-versie met "Weird Al" Yankovic |

### Als gastartiest
| Jaar | Titel                                     | Met artiest      |
| ---- | ----------------------------------------- | ---------------- |
| 2010 | These Girls                               | Childish Gambino |
| 2017 | Everything Is Awesome (Tween Dream Remix) | Eban Schletter   |